# Tarista lytocalis
Tarista lytocalis är en fjärilsart som beskrevs av Walker 1859. Tarista lytocalis ingår i släktet Tarista och familjen nattflyn. Inga underarter finns listade i Catalogue of Life.